# Opsamates angustatus
Opsamates angustatus är en skalbaggsart som beskrevs av Stefan von Breuning och Jean François Villiers 1959. Opsamates angustatus ingår i släktet Opsamates och familjen långhorningar.
Artens utbredningsområde är Madagaskar. Inga underarter finns listade i Catalogue of Life.